# Montecchio Maggiore
Montecchio Maggiore là một đô thị tại tỉnh Vicenza ở vùng Veneto, Ý.
Đô thị này có cự ly khoảng 12 km về phía tây Vicenza và 43 km về phía đông Verona.
Đô thị này có diện tích 30,67 km2, dân số là 23.842 người (thời điểm). Montecchio Maggiore giáp các đô thị: Altavilla Vicentina, Arzignano, Brendola, Castelgomberto, Montebello Vicentino, Montorso Vicentino, Sovizzo, Trissino, Zermeghedo.

## Cảnh quan chính
- Villa Cordellina Lombardi, công trình của kiến trúc sư Giorgio Massari.
- Bảo tàng Zannato, thành lập năm 1922 bởi Giuseppe Zannato.
- Castle Bellaguardia (Lâu đài Juliet)
- Castello della Villa (Lâu đài Romeo)

## Đô thị kết nghĩa
- Passau, Đức, từ năm 2003
- Alton, Hampshire, Vương quốc Liên hiệp Anh và Bắc Ireland
- Carloforte, Italia, từ năm 2009.